# Neufeld Verlag
Der Neufeld Verlag ist ein Buchverlag mit Sitz in Neudorf bei Luhe, Bayern.

## Geschichte
Der Verlag wurde im Februar 2004 in Regensburg von David Neufeld gegründet. Von 2005 bis Juni 2017 hatte der Verlag seinen Sitz in Schwarzenfeld (Oberpfalz). Im Juli 2017 erfolgte der Umzug ins niedersächsische Cuxhaven, im Juli 2023 zurück in die Oberpfalz, nach Neudorf bei Luhe.

## Programm
Der Neufeld Verlag ist ein unabhängiger, inhabergeführter Verlag. Jährlich bringt der Verlag etwa zehn bis fünfzehn Neuerscheinungen heraus. Die Schwerpunkte liegen dabei auf christlichen Sachbüchern sowie auf Büchern zum Leben mit Behinderung und Inklusion. Außerdem erscheint der jährliche Wandkalender A little extra mit Fotografien von Kindern und Jugendlichen mit Down-Syndrom. Das Programm umfasst auch theologische Fachliteratur, Biografien, Erzählungen sowie Kinderbücher. Aktuell sind etwa 190 Bücher sowie ca. 80 E-Books lieferbar. 2019 landete der Neufeld Verlag mit dem Kinderbuch Klimahelden – Von Goldsammlerinnen und Meeresputzern einen aktuellen Bestseller.
Der Neufeld Verlag ist Mitglied der Vereinigung Evangelischer Buchhändler und Verleger (VEB).

## Dienstleister
In seiner Dienstleistungssparte unter dem Label Edition Wortschatz unterstützt der Verlag Autoren, Firmen, Institutionen oder Kirchengemeinden bei der Herstellung und dem Vertrieb von Büchern auf eigene Rechnung.

## Autoren
- Kenneth E. Bailey
- Markus Baum
- Thomas Baumann
- Josef Ben-Eliezer
- Ernst Bergen
- Uwe Birnstein
- Wolfgang J. Bittner
- Kenneth H. Blanchard
- Brunstetter, Wanda E.
- Neil Cole
- Richard Collier
- Reinhard Deichgräber
- Rosemarie Dingeldey
- Sabine Dittrich
- John M. Drescher
- Anni Dyck
- Joel Edwards
- Dagmar Eiken-Lüchau
- Manfred Engeli
- Fernando Enns
- Tobias Faix
- Daniel Fountain
- Michael Frost
- Timothy J. Geddert
- Adam Hamilton
- Roland Hardmeier
- Hildi Hari-Wäfler
- Uwe Heimowski
- Frank Heinrich
- Alan Hirsch
- Huber, Bernard
- Huebert, Brad
- Häde, Wolfgang
- Heiko Hörnicke
- Ilmonen, Anke
- Hans-Jochen Jaschke
- Stefan Jung
- Emmanuel Jungclaussen
- Joshua Chun-min Kang
- Badru Kateregga
- Lena Klassen
- Vera Klaunzer
- Eleanor und Alan Kreider
- Sabine Langenbach
- Frank Laubach
- John Paul Lederach
- Tim Lind
- Bruder Lorenz
- Doro May
- Werner May
- Cornelia und Gottfried Muntschick
- Stuart Murray
- Peter R. Müller
- Alfred Neufeld
- David Neufeld
- Bernhard Ott
- Klaus-Günter Pache
- Simon Parke
- Ute und Frank Paul
- Peter F. Penner
- Eugene H. Peterson
- Fritz Peyer-Müller
- Ian M. Randall
- Johannes Reimer
- Heinrich Christian Rust
- Walter W. Sawatzky
- Philipp Schepmann
- Katrin Schmidt
- Christoph Schmitter
- Silke Schnee
- Holm Schneider
- Hanna Schott
- David Shenk
- Manfred Siebald
- Anders-Petter Sjödin
- Kathryn Spink
- Kim Tan
- Gary L. Thomas
- André Trocmé
- Jean Vanier
- Stefan Vatter
- Stephan Volke
- Wolfgang Vorländer
- Jochen Wagner
- Roland Walter
- Conny Wenk
- Roland Werner
- Rudolf Westerheide
- Dallas Willard
- Tom Wright
- John Howard Yoder
- Howard Zehr
- Käthi und Daniel Zindel
- Sabine Zinkernagel